# 306 km (Ukraina)
306 km (ukr. 306 км) – przystanek kolejowy w pobliżu miejscowości Obórki, w rejonie sarneńskim, w obwodzie rówieńskim, na Ukrainie. Położony jest na linii Kijów – Korosteń – Sarny – Kowel.